# Торкиароло
Торкиаро̀ло (на италиански: Torchiarolo) е градче и община в Южна Италия, провинция Бриндизи, регион Пулия. Разположено е на 28 m надморска височина. Населението на общината е 5404 души (към 2010 г.).